# Я спокусила Енді Воргола
«Я спокусила Енді Воргола» (англ. Factory Girl, «Дівчина з Фабрики») — американська біографічна драма 2006 року. Випущена у світовий прокат 29 грудня 2006 року.

## Зміст
Фільм присвячений Енді Ворголу та його протеже, актрисі Еді Седжвік, котра народилася в місті Санта-Барбара (Каліфорнія, США), а потім відправилася підкорювати сцену Нью-Йорка .
Молода Еді Седжвік (Сієнна Міллер) вивчає мистецтво в Гарвардському університеті, Кембридж (Массачусетс). Незабаром вона переїжджає в Нью-Йорк, де знайомиться з попарт художником і кінорежисером Енді Ворголом (Гай Пірс). Заінтригований красивою світською левицею, той просить її знятися в одному зі своїх фільмів. Еді робить успіхи як модель, досягає популярності і уваги публіки, отримує статус суперзірки Енді Уорхола
Її кембридзький друг Сід Пепперман представляє її поету і співаку Біллі Куїнну (Гайден Крістенсен), образ якого — пряма алюзія на Боба Ділана. Енді починає ревнувати, бо Еді не змогла зберегти новий роман в секреті. Щоб примирити Біллі і Енді, вона організує зустріч — зйомку Біллі у фільмі Уорхола. Біллі погоджується, але коли він з'являється на Фабриці (як всі називають нью-йоркську студію художника), то відкрито демонструє Уорхолу своє презирство. Еді намагається зробити все, щоб укласти мир між чоловіками. Розуміючи, що Еді вирішує залишитися з Енді Ворголом, Біллі цілує її в лоб і йде.

## Ролі
| Актор                 | Роль                                        |
| --------------------- | ------------------------------------------- |
| Гай Пірс              | Енді Воргол                                 |
| Сієна Міллер          | Еді Седжвік                                 |
| Гайден Крістенсен     | Боб Ділан (згадується як просто «Музикант») |
| Мері-Кейт Олсен       | Моллі Спенс                                 |
| Джиммі Феллон         | Чак Вейн                                    |
| Джек Г'юстон          | Герард Маланга                              |
| Міна Суварі           | Річі Берлін                                 |
| Тара Саммерс          | Бріджід Полк                                |
| Шон Гетосі            | Сід Пепперман                               |
| Бет Ґрант             | Джулія Воргол                               |
| Едвард Геррманн       | Джеймс Таунсенд                             |
| Мері Елізабет Вінстед | Інгрід Суперстар                            |

## Знімальна група
- Режисер — Джордж Гікенлупер
- Сценарист — Кептейн Маунзер, Саймон Монджек, Аарон Річард Голуб
- Продюсер — Кімберлі С. Андерсон, Морріс Барт, Аарон Річард Голуб
- Композитор — Ед Ширмер